# Карабінери (фільм)
Карабінери (фр. Les Carabiniers) — п'ятий повнометражний фільм 1963 року французького режисера Жана-Люка Годара.

## Сюжет
Двоє бідних братів Улісс (Маріно Масе) і Мікеланджело (Альберт Джурос) живуть у маленькій хатині зі своїми дружинами. Якось на їхню ферму приїжджають військові з листом від короля своєї вигаданої країни. У листі повідомляється, що розпочалася війна і король оголосив мобілізацію. Призовникам обіцяють можливість грабувати, вбивати, ґвалтувати та мати повну свободу від наслідків своїх дій під час війни, в обмін на все, що вони бажають — басейни, Maserati, жінок — усе коштом ворога.
Їхні дружини Венера та Клеопатра (Катрін Рібейро та Женев'єва Галеа) заохочують їх до війни, коли вони чують про багатство. Вони вирушають і перетинають поля битв і села, руйнуючи та грабуючи, як їм заманеться. Про їхні подвиги розповідають листівки, які вони надсилають дружинам, оповідаючи про жахіття бою. Ідеалістичне уявлення чоловіків про війну руйнується, адже вони все ще бідні, а тепер ще й з пораненнями. Вони повертаються додому з валізою, повною листівок із зображенням пишноти світу, за який вони воювали, а армійські чиновники кажуть їм, що вони мають зачекати до кінця війни, щоб отримати свою платню.
Одного дня небо вибухає іскрами, і брати мчать до міста, вірячи, що війна закінчилася. Улісс і Мікеланджело дізнаються від чиновників, що їхній король програв війну, і що всі військові злочинці мають бути покарані. Після цього обох чоловіків розстрілюють за їхні злочини.

## У ролях
| Актор           | Роль                  |
| --------------- | --------------------- |
| Марино Мазе     | Улісс                 |
| Патріс Мулле    | Мікеланджело          |
| Женевьева Галеа | Венера                |
| Катрін Рібейро  | Клеопатра             |
| Жан Брасса      | карабінер             |
| Жерар Пуаро     | карабінер             |
| Барбе Шредер    | продавець автомобілів |

## Відгуки критиків
Пишучи про фільм у журналі «Harpers» у 1969 році, критик Полін Кел назвала його «пеклом для перегляду протягом першої години… захоплюючим для роздумів після, тому що єдина хороша сцена, довга картина-листівка наприкінці, така неймовірна і так блискуче затягнута. Картина повзе і спотикається, а потім підіймається на високий канат і йде по ньому, і продовжує йти, поки у нас майже не паморочиться в голові від захоплення. Тугий канат рідко натягують так високо в кіно…».

## У масовій культурі
Відома письменниця і критик Сьюзен Зонтаґ згадувала цей фільм у своїй збірці «Про фотографію» 1977 року. Щодо «двох неповоротких люмпенів-селян», які повертаються додому з листівками зі скарбами світу замість матеріальних цінностей, Сонтаґ зазначила, що «Годар яскраво пародіює двозначну магію фотографічного зображення».